# Celebración del 175 Aniversario de la Guardia Civil
La Celebración del 175 Aniversario de la Guardia Civil tuvo lugar en España en 2019.

## Historia
La Guardia Civil fue fundada en 1844 por Francisco Javier Girón, duque de Ahumada.
El 13 de mayo tuvo lugar un acto de reconocimiento a la Guardia Civil por las Cortes en el Palacio del Senado, en presencia de la presidenta del Congreso, Ana Pastor García, agradeció su labor y recordó como un gran avance la incorporación de la mujer a sus filas en 1988. También tuvo palabras de agradecimiento el presidente del Senado, Pío García-Escudero.
Posteriormente, el mismo 13 de mayo, tuvo lugar un acto en presencia de los reyes Felipe VI y Letizia Ortiz en la Plaza de la Armería del Palacio Real de Madrid en el que participaron más de 900 agentes, helicópteros y un avión del Servicio Aéreo. Al evento acudieron también la Gendarmería Nacional francesa, la Guarda Nacional Republicana portuguesa, y el Arma de Carabineros y la Guardia di Finanza italianas.
El 6 de octubre el ministro del Interior, Fernando Grande-Marlaska, estuvo en el acto de clausura de las fiestas en honor a la Virgen del Pilar, patrona de la Guardia Civil, en Huesca, donde también se conmemoró el 175 Aniversario.
La Real Orden de 27 de octubre de 1921 establecía que una vez al año la Guardia Civil ejecutara el relevo de la Guardia Real en el exterior del Palacio Real de Madrid para conmemorar la creación del “Benemérito Instituto”. Felipe VI restableció esta tradición el 3 de abril de 2019.
La Guardia Civil también realizó un cortometraje documental sobre su historia, donde aparecen Isabel II y Francisco Javier Girón, duque de Ahumada.